# Lophomilia variegata
Lophomilia variegata là một loài bướm đêm trong họ Noctuidae.